# Montipora vaughani
Montipora vaughani là một loài san hô trong họ Acroporidae. Loài này được Hoffmeister mô tả khoa học năm 1925.